# 烏魯班巴山谷
烏魯班巴山谷（西班牙語：Valle Sagrado de los Incas）是秘鲁安第斯山脉的一个山谷，位于印加首都库斯科以北20（12英里），行政上隸屬於秘鲁库斯科。公元1000年至1400年期间，烏魯班巴山谷逐步被併入印加帝国。
烏魯班巴山谷現今是一个旅游目的地。 2013年，估计有120万人（其中80万非秘鲁人）参观了烏魯班巴山谷境內的马丘比丘。许多游客还會順道参观烏魯班巴山谷的其他地方。

## 气候
印加圣谷位于库斯科西北部，位于海拔2000至2800米之间，比库斯科城地势低，因此拥有库斯科全境最好的气候。白天的温度一般在22°C至25°C之间，晚上的气温会降低到8°C至10°C。